# Gà Serama

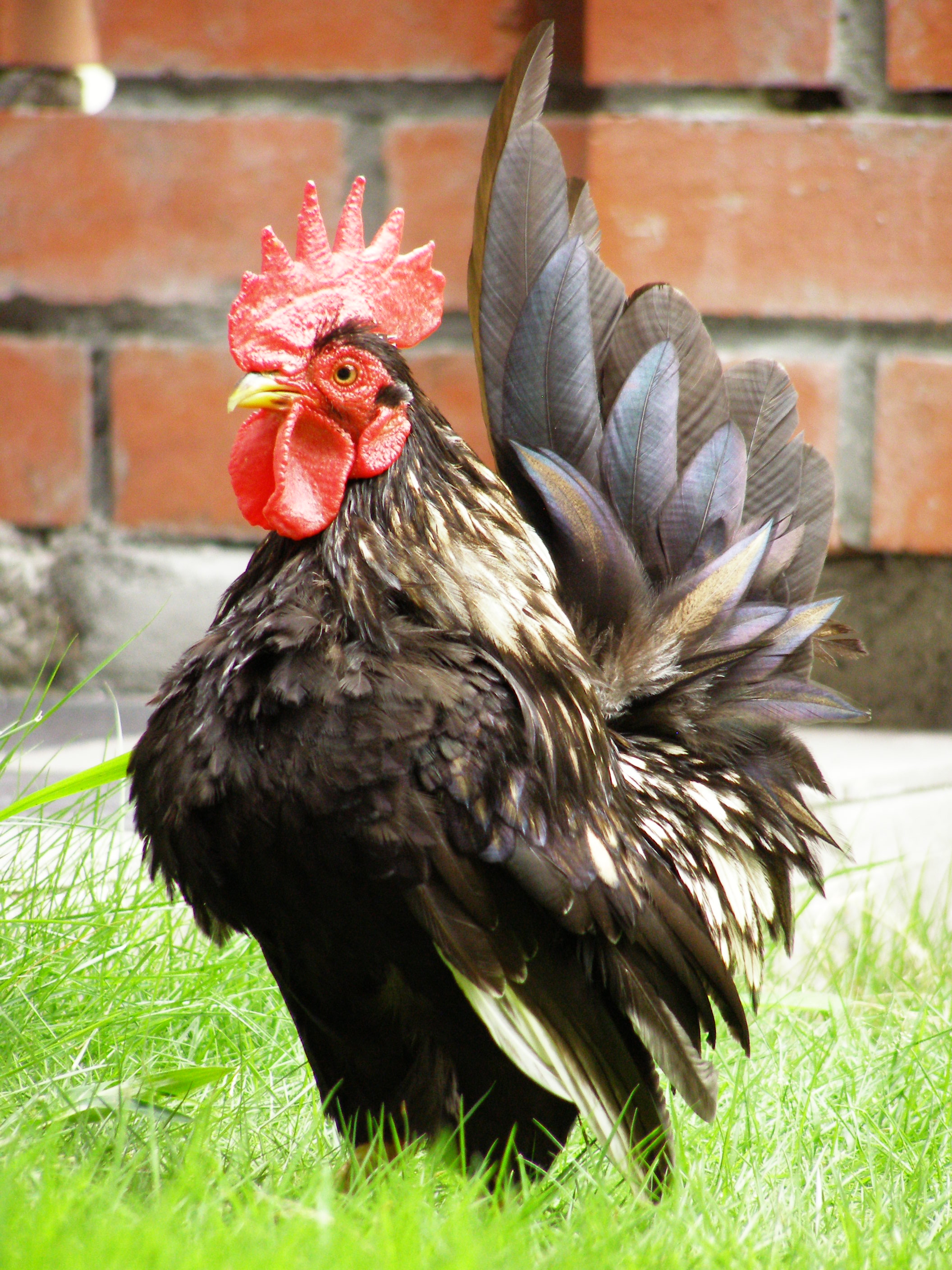
Một con Semara

Gà Serama hay còn gọi là gà tre Mã Lai, gà thượng lưu hay gà vương giả hay gà thành phố là một giống gà có nguồn gốc từ Mã Lai và được lai tạo từ hơn 50 năm nay. Nó đã được xuất khẩu sang Mỹ và trở thành một giống nội địa của Mỹ. Với tính cách khá dạn người, vẻ đẹp vương giả mà những chú gà Serama đã trở thành vật cưng ở nhiều nơi trên thế giới. Giá của những con gà chỉ từ 300g - 500g lên đến gần 30 triệu đồng Việt Nam.

## Lịch sử giống
Tổ tiên trực tiếp của giống gà còn tranh cãi và có nhiều tuyên bố cũng như truyền thuyết xung quanh nguồn gốc của giống gà Serama. Có ý kiến cho rằng gà xuất hiện thế kỷ 17 và thời vua Thái Sri Rama vì có tên là Serama. Giống gà Serama hiện đại được cho là kết quả của nhiều năm lai tạo bởi Wee Yean Een ở bang Kelantan, Malaysia là một người say mê nuôi gà từ thời còn nhỏ và các giống gà hiện đại là do sự nỗ lực của Wee Yean Een từ Kelantan, người đã đặt tên giống gà "Serama" sau khi Rama, tiêu đề của các vị vua của Thái Lan. Các giống gà đầu tiên được trưng bày vào năm 1990.
Vào năm 1971, Wee Yean Een kiếm được một số con gà Ayam kapans nặng khoảng 650 g, mà chúng tương tự như những con gà chọi bantam hiện đại (modern game bantam). Tuy nhiên chúng không theo bất kỳ tiêu chuẩn về gà tre nào. Ban đầu, Wee Yean Een dự định lai xa kapans với gà ác (silkie bantam) để tạo ra những con gà ác nhỏ như kapans. Nhưng ông ta chỉ thu được toàn kiểu lông bình thường ở bầy lai đầu tiên. Vì bầy đầu có khung xương nhỏ như mong muốn và cấu trúc cơ thể như gà ác, ông quyết định tiếp tục và cố gắng loại bỏ những đặc điểm không mong muốn ở gà ác ví dụ chân có lông và năm ngón. Mặc dù ông không thể loại bỏ được những đặc điểm này một cách hoàn toàn bởi vì thỉnh thoảng những trường hợp lại tổ (throwback) chẳng hạn như lông mịn hay chân có lông hãy còn xuất hiện cho đến tận ngày nay.
Vào năm 1985, Wee Yean Een lai với gà tre Nhật để lấy màu và kiểu đuôi dựng đứng. Kế hoạch của ông là tạo ra giống gà tre ngực nở với dáng vẻ tự tin và vương giả cùng với đôi cánh thẳng đứng gần hay hầu như chạm đất và một thân hình gọn gàng. Sau khi thành công trong việc lai xa với gà tre nhật, ông lai cận huyết để củng cố những đặc điểm này. Bầy con có kích thước còn nhỏ hơn nữa vì vậy ông tiếp tục chương trình lai tạo. Vào năm 1988, giống gà trở nên thuần và cân nặng dưới 500g. Wee Yean Een quyết định đặt tên cho giống gà là Serama theo tên của Raja Sri Rama (Rama Varma Kulashekhara), một nhân vật huyền thoại ông yêu thích. Wee Yean Een cho rằng Raja Sri Rama, người nổi tiếng với vẻ đẹp, sự sang trọng và vương giả là hình tượng lý tưởng cho giống gà serama.
Để phổ biến giống gà và kiếm kinh phí duy trì chương trình lai tạo của mình, Wee Yean Een bắt đầu bán ra số gà dư. Vào năm 1990, khi số lượng gà lưu hành bên ngoài đủ nhiều, triển lãm gà serama đầu tiên được tổ chức ở quận Bukit Batu Pahat thuộc bang miền bắc Perlis, Malaysia. Nó được kết hợp cùng với một sự kiện của bang bao gồm thi chim hót và đá gà. Ngày nay, vì Wee Yean Een được hầu hết mọi người công nhận là nhà sáng lập, chuyên gia và người tiên phong lai tạo giống gà. Kể từ lần triển lãm đầu tiên, sự phổ biến của giống gà ngày càng tăng khiến serama trở thành một trong những thú cưng phổ biến nhất ở Malaysia.
Ngày nay, gà serama thậm chí còn lấn lướt cả chó và mèo trong vai trò thú cưng. Ở Malaysia, không có gì bất thường khi một tuần có đến ba hoặc bốn triển lãm, các triển lãm cũng được tổ chức ở Thái Lan và Singapore. Ở Malaysia và những quốc gia châu Á khác, sự phổ biến của serama hầu như là vì vẻ đẹp và kích thước tí hon của chúng, điều khiến người ta có thể nuôi gà thậm chí cả trong nội thành. Việc lai tạo vẫn đang tiếp diễn để hoàn thiện hơn nữa giống gà và cải thiện kích thước, tính cách, hình dáng và vẻ đẹp tổng thể của chúng. Việc giảm kích thước gà serama vẫn đang tiếp diễn với một số cá thể gà trống đạt 185g và gà mái đạt 155g. Tính cách thân thiện và dạn người là một trong những đặc điểm chính khiến serama trở thành vật cưng khá được ưa chộng trên thế giới.

## Phân loại

### Serama Mã
Ở Malaysia, giống gà này được gọi là Ayam serama. Có hàng loạt biến thể và dạng khác nhau liên quan đến giống gà, ở Malaysia có đến 9 dạng khác nhau, Gà serama ở Malaysia phân hóa rất mạnh, điều có thể thấy thông qua sự tồn tại của hàng loạt dạng gà ở đó. Một số trong đó bao gồm thon (slim), táo (apple), tròn (ball) và rồng (dragon). Mỗi dạng đều có hình dáng khác nhau. Gà có dạng thon tương đối cao, mảnh dẻ với ức nhỏ. Dạng tròn có bề ngoài rất tròn trĩnh. Chân ngắn và cánh không thẳng đứng mà nghiêng một góc 45 độ hay hơn kém một chút tùy vào độ dài của cánh và chân. Ức nở tương tự như hình dáng loài chim. Dạng táo không rõ ràng, ức gà serama dạng táo hơi thấp và nở hơn một chút và chân dạng này có kích thước trung bình. Dạng rồng là dạng serama tuyệt hảo, đầu chúng nằm xa về phía sau để mà, ở một số cá thể, ức thực sự cao vượt mặt. Cánh được giữ thẳng đứng, và chân có độ dài từ trung bình đến ngắn. Gà serama dạng rồng có ức nhô hẳn ra phía trước, cao vượt mặt, chân thấp và cánh thẳng đứng.

### Serama Mỹ
Gà serama được ông J. Schexnayder nhập khẩu vào Mỹ từ năm 2001 và thời đó được gọi là serama Malaysia dựa vào nguồn gốc xuất xứ của chúng. Bởi đây là đợt nhập khẩu gà serama lớn nhất nên hầu hết các hậu duệ ngày nay ở Mỹ đều bắt nguồn từ số gà này. Cũng có một vài đợt nhập khẩu khác nhưng số lượng gà rất ít. Người Mỹ đã phát triển một dạng serama mới từ số gà nhập khẩu bao gồm nhiều dạng khác nhau. Tất cả gà serama, chủ yếu gồm hai dạng phổ biến nhất là "táo" và "thon", được kết hợp với nhau để tạo ra một dạng mới. Vào năm 2002, Hội đồng serama Bắc Mỹ (SCNA) xây dựng tiêu chuẩn cho giống gà này. Đó là khi thuật ngữ gà "serama Mỹ" xuất hiện. Gà serama Mỹ không chỉ là những con xuất xứ từ Mỹ, mà là những con serama theo kiểu Mỹ. 

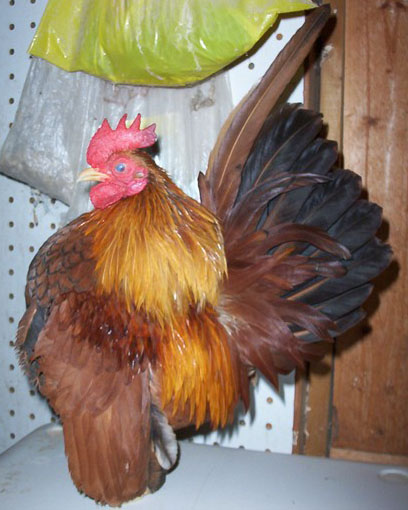
Một con gà giống Mỹ

Giống Serama được thúc đẩy bởi một vài tổ chức của Mỹ được gọi là "Hội đồng Serama của Bắc Mỹ (SCNA)". Hội đồng này đã giúp giới thiệu giống Serama đến Bắc Mỹ trong nhiều chương trình gia cầm quốc gia. Vào năm 2004 The American Serama đưa ra bởi Hội đồng Serama của Bắc Mỹ hiện nay đã được chấp nhận bởi Hiệp hội Gia cầm Mỹ và Hiệp hội American Bantam (gia cầm lùn) tháng 4 năm 2011. Vào đầu năm 2012, một nhóm khác được thành lập để giúp APA được và chấp nhận ABA của nhiều loại Serama. Nhóm này được biết đến như là Hiệp hội Serama Mỹ.
Bản tiêu chuẩn dựa trên sự kết hợp của hai dạng gà là thon và táo do thuật ngữ Serama thon-táo sẽ gây nhiều hiểu lầm nên hội đồng đặt tên là serama Mỹ, tức dạng serama được phát triển ở Mỹ. Theo Tiêu chuẩn serama Mỹ thì chuẩn SCNA công nhận các lớp A (gà trống trưởng thành dưới 350 g, gà mái trưởng thành dưới 325 g), B (gà trống trưởng thành dưới 500 g, gà mái trưởng thành dưới 425 g) và C (gà trống trưởng thành dưới 600 g, gà mái trưởng thành dưới 525 g), chuẩn những nơi khác chỉ đơn giản công nhận lớp A (Lớp cho gà trống tơ dưới 500 g) và B (Lớp cho gà mái tơ dưới 425 g).
Thuật ngữ serama Mỹ ra đời, hiện nay ở Mỹ cũng có cả dạng gà được gọi là "serama Malaysia". Điều này gây ra một số nhầm lẫn nhất định bởi vì một số nhà lai tạo hiểu serama Malaysia như là "serama kiểu Malaysia" thay vì "serama xuất xứ từ Malaysia". Họ gọi gà của mình là serama Malaysia nhưng thực ra đó là một biến thể từ dạng serama Mỹ với đặc điểm chân ngắn hơn và cánh dài hơn, là sự kết hợp rõ nét hơn giữa dạng thon và dạng táo. Vào thời điểm này, gà serama ở Mỹ đang trong giai đoạn phát triển sơ khai nên có một số khó khăn trong việc phân biệt giữa serama Mỹ với "serama Malaysia". Nhiều người đều hiểu serama Malaysia như là serama xuất xứ từ Malaysia. Đợt nhập khẩu chính từ Malaysia vào Anh được thực hiện vào năm 2004. Gà serama cũng được nhập khẩu từ Mỹ. Do đó ở Anh có cả serama Mỹ lẫn serama Malaysia.

### Serama Âu
Gà Serama ban đầu đã được nhập khẩu vào thị trường Anh vào năm 2004. Giống gà này đã được nhập khẩu từ Mỹ và cả trực tiếp từ Malaysia. Nền tảng quần thể Serama ở Vương quốc Anh bao gồm chỉ một vài chục gà. Năm 2005, một nhóm nhỏ các chủ Serama và đam mê quyết định thành lập "Câu lạc bộ Serama của Vương quốc Anh", các câu lạc bộ Serama đầu tiên ở Anh. Họ đã thiết lập các tiêu chuẩn cho các giống Serama cho Vương quốc Anh.
Vào năm 2008, câu lạc bộ đã chính thức được công nhận là các câu lạc bộ giống thuộc "Poultry Club of Great Britain". Seramas vẫn còn tương đối hiếm và đắt tiền ở phần lớn châu Âu. Hà Lan có thể có số lượng lớn nhất của Seramas bên ngoài nước Anh. Hầu hết chăn nuôi gia cầm ở Hà Lan được hậu duệ của loài chim/ rứng nhập khẩu từ Mỹ và từ Vương quốc Anh. Ở Pháp và các nước châu Âu khác mà họ đang ngày càng phổ biến.

## Đặc điểm

### Ngoại hình

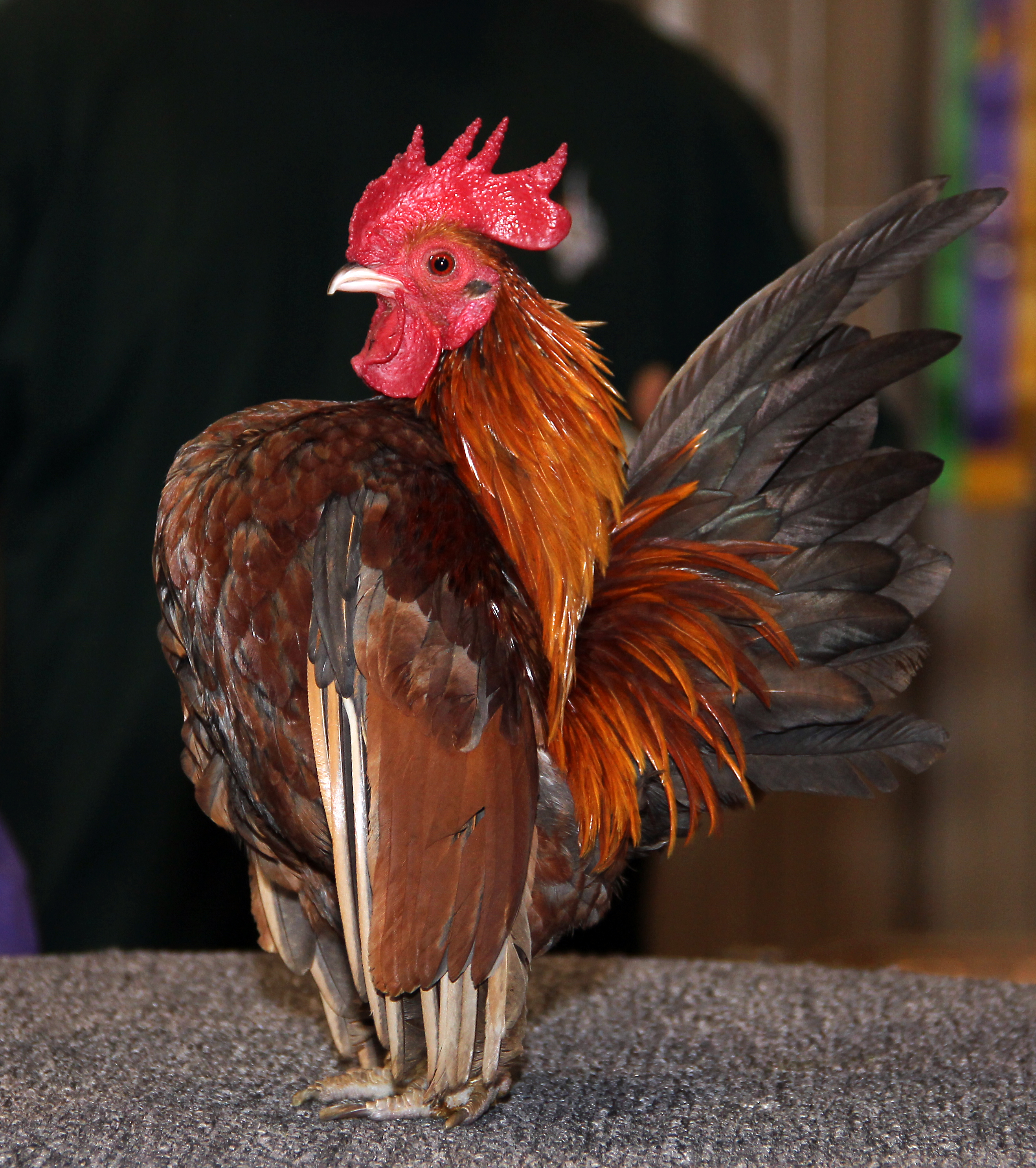

Serama là giống gà tre nhỏ và nhẹ và thường được mô tả như là một công trình nghệ thuật dáng đứng vương giả với ngực nở, thân hình thon gọn, cánh thẳng của gà Serama đặc biệt hơn bất kỳ giống gà thông thường. Chúng được đặc trưng bởi tư thế đứng thẳng của chúng, lông đuôi đứng thẳng và tổ chức chặt chẽ đến cơ thể và cánh thẳng đứng tổ chức xuống gần chạm đất. Ở Malaysia chúng được mô tả như những chiến binh dũng cảm và tư thế đứng thẳng như con người. Chúng là một trong những giống gà nhỏ nhất trên thế giới. Thông thường dưới 500g, nhưng với con chim nhỏ gọn hơn nữa là dưới 250g được lai tại quê hương Malaysia của nó. Cơ thể cũng là cơ bắp với ngực tiến cao, đầy đủ và cũng về phía trước. Từ trên những hình dạng có phần elip, thon dần về phía đuôi, cơ thể ngắn.
Cánh chúng khá lớn so với cơ thể. Chúng có thể sải cánh rộng. Kiểu cũng ám chỉ tư thế mà gà thể hiện hay hình dáng của gà, một số serama có tư thế cố định và dường như chúng luôn thể hiện như vậy. Điều này là phi tự nhiên và không được coi đó là điều đặc biệt. Có thể nhận thấy gà với tư thế luôn cố định thì không thể thư giãn và không thể giữ thăng bằng khi ăn uống, sinh sản và đậu chạc. Những con serama thích hợp là những con tự động tạo dáng là khi gà tự tạo dáng mà không cần được chỉnh sửa hay tạo dáng, nhưng có thể thư giãn với khả năng chuyển động đuôi lên hay xuống. Kiểu và dáng thích hợp của gà serama là thân hình tạo góc 90 độ so với mặt đất. Với hình dáng thích hợp thì sự thăng bằng sẽ không bị ảnh hưởng.

### Đầu
Đầu nhỏ, phần mào duy nhất là nhỏ để vừa với kích thước tối thiểu. Dáng đầu của gà serama cũng quan trọng. Dáng đầu thích hợp phải ngả về phía sau càng xa càng tốt, sao cho cạnh sau mồng chạm hay gần chạm vào lông phụng và mắt nằm sau hai chân khi nhìn từ mặt bên. Dáng cổ cong sao cho đầu lùi xa tối đa về phía sau, ức ưỡn tối đa về phía trước, nhưng tích không được treo hay nằm trên ức. Cổ có chiều dài thích hợp. Mồng phải từ nhỏ đến trung bình để trông duyên dáng. Mồng có ít hơn 5 gai sẽ không đúng loại. Tích không được quá lớn. Tích lòng thòng, mồng quá lớn, mồng đổ và mồng hay tích bị gấp nếp hay lồi lõm là không thích hợp.
Riêng đối với các loại gà Mỹ thì gà trống có mồng lá, kích thước trung bình, nằm vững chãi và cân bằng trên đầu, mồng dựng và thẳng, gai mồng phân bố đều với 5 gai, viền ngoài và giữa lá mồng có cùng kích thước, cong vừa phải, lá mồng kéo dài vừa đủ về phía sau đầu. Gà mái tương tự như gà trống, nhưng mồng và tích nhỏ (thay vì trung bình), mã lại: ngắn, to bản và dày, lông đuôi bản rộng (không có các lông phụng). Mỏ mạnh mẽ, to và hơi cong. Mặt nhỏ, tròn, láng và nhuyễn, không nhăn nhúm hay có nếp gấp. Mắt tròn, lanh lợi. Tích trung bình, tròn, láng và nhuyễn, không nhăn nhúm hay có nếp gấp. Tai nhỏ, hình ô-van, sát vào da đầu. Đầu nhỏ, ngả về sau kiêu hãnh. Cổ dài trung bình, cong về phía sau phô bày ức, đầy đặn và duyên dáng từ đầu xuống đến vai. Lông cổ dày, đổ tự nhiên từ trước ra sau, phủ lên hai vai. Nhìn chung, hình dáng nhỏ, rộng, gọn, nhanh nhẹn, thon, dáng vương giả.

### Thân
Kích thước ngực tức phần ức nhô ra có kiểu dáng thích hợp. Ức to, nhô ra trước, cao và không được xệ, ức phải ưỡn ra tối đa. Thân phải đầy đặn và mạnh mẽ, đặc biệt là vùng ức. Gà mảnh mai, ức không chắc, đầy đặn sẽ không đạt tiêu chuẩn. Cơ bắp là dấu hiệu của sức sống. Gà mảnh mai không được dùng làm giống bởi vì kháng bệnh kém và một khi thiếu sức sống thì thường khả năng sinh sản cũng kém. Cánh dựng lố đường thẳng đứng là không thích hợp. Cánh gần nằm ngang sẽ không đạt tiêu chuẩn. Cánh không nên kéo lết trên mặt đất đến nỗi bị rách hay xây xước. Cánh phải vừa không chấm đất và gọn gàng. Cánh chạm đất thường bị dơ, trầy xước hay rách. Đối với gà Mỹ thì chúng có ức cao, to, đầy đặn, nhô hẳn ra phía trước so với mỏ, liền lạc từ đầu, cổ cho đến ức hình chữ S, thân và phần hậu thân ngắn và rộng, ngả từ trước ra sau, phần hậu ngắn và đầy đặn. Chúng có lưng ngắn, rộng, hình dạng như chữ V với cổ và lưng là hai vách.

### Chân

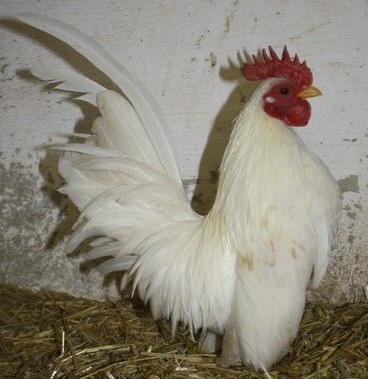
Một con gà lông trắng

Chân và bàn chân Chân trung bình đến dài, thẳng và nằm cách xa nhau để cho phép cho cơ thể đầy đủ và cơ bắp. Chúng cần phải mạnh mẽ và ổn định. Đùi có chiều dài trung bình, lực lưỡng với ống chân dày tốt. Chân phải đủ cao để giữ cánh không chạm đất. Chân quá thấp thường là kết quả của gien độc và điều này không phù hợp ở gà serama bởi đó là đặc điểm của gà chabo (gà tre nhật).
Chân quá thấp khiến cánh bị xước vì chạm đất. Chân thấp sẽ bị loại. Chân phải có kích thước vừa phải, không được cao. Chân thấp vì cẳng chân quá ngắn sẽ bị loại. Ngoài ra, chân có nhiều hơn bốn ngón cũng bị loại. Đối với gà Mỹ thì chiều dài chân trung bình, xoãi rộng, song song với nhau và không vòng kiềng (bowing) hoặc chụm khuỷu (knock-knee), tỷ lệ phù hợp. Đùi ngắn, to ở trên và thon dần xuống khuỷu. Cẳng ngắn, tròn, trơn láng, vảy đều. Ngón bốn ngón, thẳng, xòe đều, vẩy đều.

### Đuôi
Đuôi phải chắc chắn. Đuôi xơ xác hay nhăn nhúm sẽ bị loại. Đuôi thấp không được khuyến khích. Đuôi cao cực kỳ quan trọng trong việc tạo dáng cho gà và là yếu tố chính thuộc kiểu ở serama. Lông đuôi – lông đuôi mảnh và rời rạc là không tốt. Gà có ít hơn 5 lông đuôi mỗi bên sẽ bị loại. Gà càng nhiều lông đuôi càng tốt. Đối với gà Mỹ thì đuôi kích thước vừa phải và dựng đứng để gần như chạm gáy. Lông đuôi xòe vừa phải và xếp chồng lên nhau gọn gàng, dựng lên sau đầu, nhìn ngang có hình chữ A.

### Lông
Giống như một số giống châu Á khác, chúng không phải là màu được nuôi ở quê hương của chúng. Chỉ có những gà lông bình thường được chấp nhận ở Malaysia. Lông vũ được tổ chức chặt chẽ với cơ thể và không nên dài hoặc chảy. Chim lông mượt được chấp nhận ở Mỹ và nhiều nước châu Âu. Gen mượt được tin là mang bởi một số loài chim được nhập khẩu từ Malaysia. Lông phụng mảnh và rời rạc là không thích hợp. Lông phụng không thẳng hay ít hơn năm cái mỗi bên cũng không thích hợp, lông phụng càng nhiều càng tốt.Lông phụng thứ – mảnh, rời rạc hoặc xấu là không thích hợp. Tránh lông mã mảnh, rời rạc hoặc gãy. Lông mảnh, gãy, mất, xù, chỗ xoăn chỗ không hoặc xơ xác, hay nhấp nhô là không thích hợp. Lông mượt, đẹp, và bó vừa phải.
Đối với gà Mỹ thì lông phụng chủ trung bình cho đến dài, cứng, chắc, hình lưỡi kiếm bản rộng hơi cong.Lông phụng tá xòe đều, kích thước trung bình, dựng đứng, hình lưỡi kiếm lẫn trong đám lông tơ. Lông tơ (covert) nhiều, phủ đầy, lan đều đến đuôi. Cánh rộng, dài, khép chặt, thẳng đứng nhưng không chạm đất; vai và chính diện: nhô, lông cổ hơi phủ lên. Cánh vai (bow) tròn trĩnh. Lông bao (wing covert) bản rộng, tạo thành hai hàng cắt ngang cánh. Lông sơ (primary) bản vừa phải, khá dài, bị lông thứ che hoàn toàn. Lông thứ (secondary) bản rộng, thon dần về cuối, viền cánh (wing bay) lộ rõ. Lông mã hơi cong, đầu nhọn như mũi kim phủ lưng và hai bên hông, lan rộng, chồng lên đuôi và các lông phụng tá (lesser sickle).

## Tập tính
Tính cách dựa trên cả hai yếu tố tự nhiên và thuần dưỡng. Việc tuyển chọn tính cách thân thiện và hiền lành phải được thực hiện ráo riết trong trại lai tạo để gia tăng đặc điểm quan trọng này ở bầy gà giống sau mỗi thế hệ, vì di truyền đóng một vai trò rất quan trọng với đặc điểm tính cách. Đây là yếu tố tự nhiên. Gà Serama non phải được đem dự triển lãm để chúng dạn người và đám đông. Gà non phải được huấn luyện và chuẩn bị cho triển lãm càng sớm càng tốt.
Gà hung dữ tấn công người chạm vào chúng sẽ bị loại và không được sử dụng để lai tạo. Gà nhát bỏ chạy khỏi lồng hoặc người cũng phải bị loại. Chỉ những con thân thiện, hiền lành mới được làm gà giống và đem triển lãm. Gà Serama cũng giống như các giống gà lùn khác. Sau khi đẻ trứng phải mất khoảng 21 ngày cho gà con để phát triển và nở. Gà con mẫn cảm hơn với nhiệt độ lạnh so với các giống gà khác vì kích thước nhỏ tương đối của chúng. Sau khi nở, nó mất khoảng 16-18 tuần cho gà con đến trưởng thành và bắt đầu đẻ trứng

## Lai tạo
Serama chưa phải là một "giống gà" thực sự theo cách hiểu thông thường của chúng ta về giống gà. Cần phải mất nhiều năm nữa để tất cả những đặc điểm mà chúng ta mong muốn xuất hiện ở Serama. Do đó, gà Serama là một thách thức đối với các nhà lai tạo. Người ta không lai tạo gà theo màu sắc mà tập trung chủ yếu vào các đặc điểm chính bao gồm kiểu và dáng. Những màu lông phổ biến gồm điều, chuối lửa, khét da bò (buff), vàng (wheaten) và bông. Màu cẳng chân cũng như màu mắt và tai cũng không phải là yếu tố quan trọng. Do đó, mọi nỗ lực tập trung vào các đặc điểm chính và khả năng sinh sản. Ở Malaysia, gà Serama được phân làm ba loại: A, B và C; đây là những lớp đại diện cho trọng lượng của gà.
Ở Malaysia, mặc dù khuynh hướng lai tạo chủ yếu tập trung vào việc tạo ra những con gà nhỏ nhất, tất cả các lớp đều được đánh giá và thưởng lãm theo cùng một phương thức. Một số màu phổ biến hơn những màu khác nhưng không màu nào điểm thấp vì bị đánh giá kém hơn. Lẽ đương nhiên, tiêu chuẩn lai tạo ở Malaysia là một phần của Tiêu chuẩn Serama Thế giới (World Serama Standard). Serama còn được nuôi để tham gia những cuộc thi "nhan sắc". Tiêu chuẩn của một Serama đẹp được xét qua các phong cách như: Ưỡn ngực cơ bản, phong cách tàu ngầm (cổ và đầu được kéo căng hết mức về phía sau, không có khoảng trống giữa đầu và đuôi) hay vươn cao ngực.
Tính tình và phong cách cũng là một phần của gà Serama. Gà phải thân thiện và dạn dĩ. Gà nhát, bay hay dữ không thích hợp. Khả năng sinh sản là đặc điểm rất quan trọng ở giống gà non trẻ này, cũng như những giống gà tre khác. Các lớp B và C lai tạo rất tốt. Lớp A bé xíu là gien lặn và có thể được lai từ cha mẹ B và C. Trong khi gà trống lớp A hoàn toàn thích hợp để lai tạo thì gà mái thường kém hơn. Đây là hiện tượng thường xảy ra ở những giống gà tre tí hon khác cũng như chó và ngựa tí hon. Tự nhiên có những giới hạn của nó.